# Jong Ajax in het seizoen 2014/15
Het seizoen 2014/15 was het tweede seizoen dat Jong Ajax, het tweede elftal van de club AFC Ajax, uitkomt in de Eerste divisie. In het voorgaande seizoen (2013/14) eindigde Jong Ajax op een veertiende plaats.
Jong Ajax heeft net als de twee andere beloftenelftallen niet de mogelijkheid om te promoveren of om deel te nemen aan de nacompetitie. Wel kunnen ze kampioen worden. De selectie en de spelers die de beloftenelftallen in de Eerste divisie mogen opstellen, zijn gebonden aan een aantal door de KNVB bepaalde restricties. Zo mogen spelers van de club die in het seizoen niet meer dan vijftien keer zijn uitgekomen voor het eerste elftal, ook uitkomen voor het beloftenteam.

## Selectie en technische staf

### Selectie
| Nat.               | Naam                    | Contract tot    | Geboortedatum    | Vorige club             | Wed. ()         |                 |                 |
|                    | Doelverdediging         | Doelverdediging | Doelverdediging  | Doelverdediging         | Doelverdediging | Doelverdediging | Doelverdediging |
| ------------------ | ----------------------- | --------------- | ---------------- | ----------------------- | --------------- | --------------- | --------------- |
| Vlag van Nederland | Norbert Alblas          | 30 juni 2015    | 12 december 1994 | AZ                      | 8 (0)           |                 |                 |
| Vlag van Nederland | Xavier Mous             | 30 juni 2016    | 4 augustus 1995  | Jeugdopleiding AFC Ajax | 3 (0)           |                 |                 |
| Vlag van Kameroen  | Andrey Onana            | 30 juni 2018    | 2 april 1996     | FC Barcelona            | 13 (0)          |                 |                 |
|                    | Verdediging             |                 |                  |                         |                 |                 |                 |
| Vlag van Nederland | Damon Mirani            | 30 juni 2016    | 13 mei 1996      | Jeugdopleiding AFC Ajax | 4 (0)           |                 |                 |
| Vlag van Nederland | Tom Noordhoff           | 30 juni 2015    | 19 juli 1995     | Jeugdopleiding AFC Ajax | 16 (1)          |                 |                 |
| Vlag van Nederland | Leeroy Owusu            | 30 juni 2019    | 13 augustus 1996 | Jeugdopleiding AFC Ajax | 28 (1)          |                 |                 |
| Vlag van Nederland | Damian van Bruggen      | 30 juni 2016    | 18 maart 1996    | Almere City FC          | 31 (2)          |                 |                 |
|                    | Middenveld              |                 |                  |                         |                 |                 |                 |
| Vlag van Nederland | Danny Bakker            | 30 juni 2016    | 25 januari 1995  | Jeugdopleiding AFC Ajax | 35 (1)          |                 |                 |
| Vlag van Nederland | Daoud Bousbiba          | 30 juni 2017    | 15 januari 1995  | Almere City FC          | 0 (0)           |                 |                 |
| Vlag van Nederland | Abdel Malek El Hasnaoui | 30 juni 2016    | 9 februari 1994  | VVA/Spartaan            | 7 (0)           |                 |                 |
| Vlag van Nederland | Milan Vissie            | 30 juni 2016    | 1 mei 1995       | AZ                      | 8 (1)           |                 |                 |
| Vlag van Nederland | Django Warmerdam        | 30 juni 2016    | 2 december 1995  | Jeugdopleiding AFC Ajax | 22 (2)          |                 |                 |
| Vlag van Nederland | Fabian Sporkslede       | 30 juni 2015    | 3 augustus 1993  | Willem II               | 15 (1)          |                 |                 |
|                    | Aanval                  |                 |                  |                         |                 |                 |                 |
| Vlag van Nederland | Elton Acolatse          | 30 juni 2018    | 25 juli 1995     | Jeugdopleiding AFC Ajax | 36 (5)          |                 |                 |
| Vlag van Nederland | Sam Hendriks            | 30 juni 2017    | 25 januari 1995  | De Graafschap           | 26 (4)          |                 |                 |
| Vlag van Duitsland | Marvin Höner            | 30 juni 2015    | 4 mei 1994       | DSC Arminia Bielefeld   | 3 (0)           |                 |                 |
| Vlag van Nederland | Sinan Keskin            | 30 juni 2019    | 13 augustus 1994 | Haaglandia              | 2 (0)           |                 |                 |
| Vlag van Nederland | Queensy Menig           | 30 juni 2015    | 19 augustus 1995 | Jeugdopleiding AFC Ajax | 30 (11)         |                 |                 |

### Overige spelers
De volgende spelers hebben minuten gemaakt voor Jong Ajax maar behoren niet tot de selectie van Jong Ajax
| Keepers              |             |                   |         |         |
| Peter Leeuwenburgh   | Nederland   | 23 maart 1994     | Ajax 1  | 7 (0)   |
| Indy Groothuizen     | Nederland   | 22 juli 1996      | Ajax A1 | 4 (0)   |
| Diederik Boer        | Nederland   | 24 september 1980 | Ajax 1  | 3 (0)   |
| Jasper Cillessen     | Nederland   | 22 april 1989     | Ajax 1  | 1 (0)   |
| Stan van Bladeren    | Nederland   | 1 oktober 1997    | Ajax A1 | 1 (0)   |
| Verdedigers          |             |                   |         |         |
| Kenny Tete           | Nederland   | 9 oktober 1995    | Ajax 1  | 24 (2)  |
| Terry Lartey Sanniez | Nederland   | 10 augustus 1996  | Ajax A1 | 14 (0)  |
| Jaïro Riedewald      | Nederland   | 9 september 1996  | Ajax 1  | 9 (1)   |
| Mike van der Hoorn   | Nederland   | 15 oktober 1992   | Ajax 1  | 6 (0)   |
| Damil Dankerlui      | Nederland   | 24 augustus 1996  | Ajax A1 | 5 (0)   |
| Joël Veltman         | Nederland   | 15 januari 1992   | Ajax 1  | 3 (0)   |
| Mauro Savastano      | Nederland   | 16 april 1997     | Ajax A1 | 2 (0)   |
| Ricardo van Rhijn    | Nederland   | 13 juni 1991      | Ajax 1  | 1 (0)   |
| Léon Bergsma         | Nederland   | 25 januari 1997   | Ajax A1 | 1 (0)   |
| Middenvelders        |             |                   |         |         |
| Riechedly Bazoer     | Nederland   | 12 oktober 1996   | Ajax 1  | 13 (1)  |
| Donny van de Beek    | Nederland   | 18 april 1997     | Ajax A1 | 6 (0)   |
| Niki Zimling         | Denemarken  | 19 april 1985     | Ajax 1  | 3 (1)   |
| Abdelhak Nouri       | Nederland   | 2 april 1997      | Ajax A1 | 2 (0)   |
| Thulani Serero       | Zuid-Afrika | 11 april 1990     | Ajax 1  | 1 (0)   |
| Aanvallers           |             |                   |         |         |
| Richairo Živković    | Nederland   | 5 september 1996  | Ajax 1  | 25 (18) |
| Robert Murić         | Kroatië     | 12 maart 1996     | Ajax 1  | 17 (4)  |
| Viktor Fischer       | Denemarken  | 9 juni 1994       | Ajax 1  | 4 (1)   |
| Ricardo Kishna       | Nederland   | 4 januari 1995    | Ajax 1  | 3 (1)   |
| Lucas Andersen       | Denemarken  | 13 september 1994 | Ajax 1  | 2 (1)   |
| Arkadiusz Milik      | Polen       | 28 februari 1994  | Ajax 1  | 1 (0)   |
| Kolbeinn Sigþórsson  | IJsland     | 14 maart 1990     | Ajax 1  | 1 (0)   |
| Václav Černý         | Tsjechië    | 17 oktober 1997   | Ajax A1 | 1 (0)   |
| Pelle Clement        | Nederland   | 19 mei 1996       | Ajax A1 | 1 (0)   |

### Transfer(s)
De volgende spelers hebben minuten gemaakt voor Jong Ajax en zijn gedurende het seizoen vertrokken bij Ajax
| Naam                | Nationaliteit | Geb. datum       | W  |   | Vertrokken naar       | Periode |
| ------------------- | ------------- | ---------------- | -- | - | --------------------- | ------- |
| Keepers             |               |                  |    |   |                       |         |
| Kenneth Vermeer     | Nederland     | 10 januari 1986  | 1  | 0 | Feyenoord             | Zomer   |
| Verdedigers         |               |                  |    |   |                       |         |
| Ruben Ligeon        | Nederland     | 24 juni 1992     | 14 | 0 | NAC Breda             | Winter  |
| Robert van Koesveld | Nederland     | 24 januari 1995  | 10 | 0 | sc Heerenveen         | Winter  |
| Stefano Denswil     | Nederland     | 7 mei 1993       | 7  | 1 | Club Brugge           | Winter  |
| Danzell Gravenberch | Nederland     | 13 februari 1994 | 2  | 0 | FC Universitatea Cluj | Zomer   |
| Middenvelders       |               |                  |    |   |                       |         |
| Lerin Duarte        | Nederland     | 11 augustus 1990 | 8  | 0 | sc Heerenveen         | Winter  |
| Ilan Boccara        | Nederland     | 14 mei 1993      | 4  | 0 | N.N.B.                | Winter  |
| Aanvallers          |               |                  |    |   |                       |         |
| Sheraldo Becker     | Nederland     | 9 februari 1995  | 16 | 4 | PEC Zwolle            | Winter  |

### Technische staf
| Naam             | Functie      |
| ---------------- | ------------ |
| Jaap Stam        | Hoofdtrainer |
| Andries Ulderink | Hoofdtrainer |

## Wedstrijdverslagen 2014/2015

### Oefenwedstrijden 2014/15
|                                                                                                 | |                       | | |
| Dinsdag 1 juli 2014, 19:30 uur                                                                  | Jong Ajax | 2 – 0 (0 – 0) Verslag | Hollandia | Aanvoerder Jong Ajax : Bas Kuipers, Abdel Malek El Hasnaoui |
| Sportpark De Toekomst, Amsterdam Oefenwedstrijd                                                 | Django Warmerdam 59' Sam Hendriks 79' |                       | | Opstelling Jong Ajax Eerste Helft: Alblas; Noordhoff, Van Bruggen, Gravenberch, Kuipers; Domingo, Boccara, Bakker; El Ghazi, Meleg, Menig Opstelling Jong Ajax Tweede Helft: Alblas; Owusu, Mirani, Van Koesveld, Kuipers; El Hasnaoui, Vissie, Warmerdam; Lukoki, Hendriks, Acolatse Toegepaste Wissels Jong Ajax: '46 Noordhoff Owusu '46 Van Bruggen Mirani '46 Gravenberch Van Koesveld '46 Domingo El Hasnaoui '46 Boccara Vissie '46 Bakker Warmerdam '46 El Ghazi Lukoki '46 Meleg Hendriks '46 Menig Acolatse '60 Kuipers Keskin |
| Bijzonderheden:                                                                                 | |                       | | |
|                                                                                                 | |                       | | |
| Donderdag 10 juli 2014, 18:00 uur                                                               | Wilhelmina '08 | 0 – 9 (0 – 5) Verslag | Jong Ajax | Aanvoerder Jong Ajax : Ilan Boccara |
| Sportpark Drakesteyn, Weert Oefenwedstrijd                                                      | |                       | '6 Gino van Kessel '11 Robert van Koesveld '30 Ilan Boccara '37 Gino van Kessel '39 Gino van Kessel '52 Gino van Kessel '64 Gino van Kessel '70 Elton Acolatse '90 (p) Jody Lukoki | Basisopstelling Jong Ajax: Mous; Noordhoff, Gravenberch, Vissie, Van Koesveld; Boccara, Menig, Domingo; Lukoki, Van Kessel, Acolatse Toegepaste Wissels Jong Ajax: '46 Gravenberch Wang Chengkuai '46 Vissie Warmerdam '46 Menig Bakker |
| Bijzonderheden:                                                                                 | |                       | | |
|                                                                                                 | |                       | | |
| Donderdag 17 juli 2014, 19:30 uur                                                               | FC Den Helder | 2 – 5 (2 – 3) Verslag | Jong Ajax | Aanvoerder Jong Ajax : Danzell Gravenberch |
| De Streepjesberg, Den Helder Oefenwedstrijd                                                     | Schilder 16' Robert 22' |                       | '39 Gino van Kessel '41 Gino van Kessel '45 Danny Bakker '80 Anwar El Ghazi '84 Anwar El Ghazi                                                                                     | Basisopstelling Jong Ajax: Mous; Noordhoff, Gravenberch, Van Bruggen, Van Koesveld; Vissie, Domingo, Bakker; Lukoki, Van Kessel, Menig Toegepaste Wissels Jong Ajax: '46 Van Bruggen Boccara '46 Van Koesveld Warmerdam '46 Vissie Owusu '46 Lukoki Becker '46 Van Kessel El Ghazi '46 Menig Vujnovic '70 Noordhoff Acolatse '70 Bakker Wang Chengkuai |
| Bijzonderheden:                                                                                 | |                       | | |
|                                                                                                 | |                       | | |
| Donderdag 31 juli 2014, 15:00 uur                                                               | Jong PEC Zwolle | 0 – 0 (0 – 0) Verslag | Jong Ajax | Aanvoerder Jong Ajax : |
| Oefenwedstrijd                                                                                  | |                       | | Basisopstelling Jong Ajax: Alblas; Owusu, Gravenberch, Van Bruggen, Kuipers; Vissie, Boccara, Bakker; Acolatse, Van Kessel, Becker Reservebank AFC Ajax: Mous, Warmerdam, Van Koesveld, Mirani, Lukoki, Hendriks, Wang Chengkuai, Menig, Noordhoff Toegepaste Wissels Jong Ajax: '46 Acolatse Lukoki '46 Van Kessel Menig '60 Owusu Van Koesveld '60 Gravenberch Mirani '60 Van Bruggen Noordhoff '60 Vissie Warmerdam '60 Becker Hendriks                                                                                               |
| Bijzonderheden:                                                                                 | |                       | | |
|                                                                                                 | |                       | | |
| Maandag 4 augustus 2014, 14:00 uur                                                              | Jong Ajax | 1 – 3 (0 – 1) Verslag | Al Shabab | Aanvoerder Jong Ajax : Stefano Denswil |
| Sportpark De Toekomst, Amsterdam Oefenwedstrijd                                                 | Lerin Duarte 75' Danny Bakker (p) 90' |                       | '35 '47 '78 | Basisopstelling Jong Ajax: Leeuwenburgh; Tete, Denswil, Riedewald, Dijks; Bakker, Bazoer, Duarte; El Ghazi, Živković, Sigþórsson Reservebank AFC Ajax: Mous, Van Bruggen, Owusu, Acolatse, Menig, Noordhoff Toegepaste Wissels Jong Ajax: '46 Tete Owusu '46 El Ghazi Acolatse '80 Sigþórsson Menig |
| Bijzonderheden:                                                                                 | |                       | | |
|                                                                                                 | |                       | | |
| Woensdag 6 augustus 2014, 14:00 uur                                                             | Jong Ajax | 1 – 1 (1 – 0) Verslag | Sivasspor | Aanvoerder Jong Ajax : Sheraldo Becker |
| Sportpark De Toekomst, Amsterdam Oefenwedstrijd                                                 | Sheraldo Becker 35' |                       | Sivasspor | Basisopstelling Jong Ajax: Mous; Owusu, Gravenberch, Van Bruggen, Van Koesveld; Menig, Boccara, Vissie; Becker, Hendriks, Acolatse Toegepaste Wissels Jong Ajax: '46 Owusu Noordhoff '46 Gravenberch Mirani '46 Menig Lukoki '65 Vissie Chengkuai Wang '65 Hendriks Van Kessel |
| Bijzonderheden:                                                                                 | |                       | | |
|                                                                                                 | |                       | | |
| Dinsdag 12 augustus 2014, 13:30 uur                                                             | Jong Ajax | 2 – 1 (1 – 1) Verslag | Al Dhafra | Aanvoerder Jong Ajax : |
| Sportpark Kerschoten, Apeldoorn Oefenwedstrijd                                                  | Eigen doelpunt Al Dhafra 31' Danny Bakker 53'                                                                                                 |                       | '38 Al Dhafra | Basisopstelling Jong Ajax: Mous; Noordhoff, Gravenberch, Van Bruggen, Van Koesveld; Boccara, Vissie, Danny Bakker; Van Kessel, Hendriks, Acolatse Reservebank AFC Ajax: Leeuwenburgh, Mirani, Owusu, Bousbiba, Chengkuai Wang Toegepaste Wissels Jong Ajax: '46 Noordhoff Mirani '46 Van Koesveld Owusu '75 Vissie Chengkuai Wang '75 Acolatse Bousbiba |
| Bijzonderheden:                                                                                 | |                       | | |
|                                                                                                 | |                       | | |
| Vrijdag 5 september 2014                                                                        | Jong Ajax | 0 – 2 (0 – 1) Verslag | Jong FC Utrecht | Aanvoerder Jong Ajax : |
| Sportpark De Toekomst, Amsterdam 200 toeschouwers Scheidsrechter: Ingmar Oostrom Oefenwedstrijd | |                       | '6 Darren Rosheuvel '48 Cedric Badjeck | Basisopstelling Jong Ajax: Mous; Noordhoff, Mirani, Boccara, Van Koesveld; Vissie, El Hasnaoui, Bakker; Murić, Menig, Bousbiba Toegepaste Wissels Jong Ajax: '46 El Hasnaoui Keskin '46 Menig Acolatse '60 Mirani Leyder '60 Bakker Vissers '60 Murić Becker '60 Bousbiba Dankerlui |
| Bijzonderheden:                                                                                 | |                       | | |
|                                                                                                 | |                       | | |
| Dinsdag 23 september 2014                                                                       | K.v.v. Quick Boys | 0 – 4 (0 – 1) Verslag | Jong Ajax | |
| Nieuw Zuid, Katwijk Oefenwedstrijd                                                              | |                       | '20 Abdel Malek El Hasnaoui '46 Nikola Vujnovic '67 Sheraldo Becker '75 Leeroy Owusu                                                                                               | Basisopstelling Jong Ajax: Alblas; Noordhoff, Vissie, Tete, Van Koesveld; Boccara, El Hasnaoui, Bousbiba; Becker, Živković, Hendriks Toegepaste Wissels Jong Ajax: '46 Noordhoff Owusu '46 Tete Warmerdam '46 El Hasnaoui Keskin '46 Živković Vujnovic '65 Bousbiba Acolatse '65 Hendriks Bakker |
| Bijzonderheden:                                                                                 | |                       | | |
|                                                                                                 | |                       | | |
| Vrijdag 10 oktober 2014                                                                         | Jong Ajax | 7 – 1 (4 – 0) Verslag | Wooter Academy | |
| Sportpark De Toekomst, Amsterdam Oefenwedstrijd                                                 | Sam Hendriks 10' Eigen doelpunt Wooter Academy 22' Sheraldo Becker 27' Sheraldo Becker 29' Robert Murić 53' Sam Hendriks 57' Sam Hendriks 71' |                       | '62 | Basisopstelling Jong Ajax: Alblas; Noordhoff, Vissie, Boccara, Van Koesveld; El Hasnaoui, Bazoer, Warmerdam; Becker, Hendriks, Murić Toegepaste Wissels Jong Ajax: '46 Bazoer Keskin '58 Becker Acolatse '62 Warmerdam Bakker |
| Bijzonderheden:                                                                                 | |                       | | |

### Eerste divisie 2014/15
| | |                       | | |
| Maandag 11 augustus 2014, 20:00 uur | Jong Ajax | 3 - 0 (1 - 0) Verslag | Telstar | Aanvoerder Jong Ajax : Sheraldo Becker |
| Sportpark De Toekomst, Amsterdam 1.165 toeschouwers Scheidsrechter: Martin Perez Eerste divisie Speelronde 1 | Queensy Menig 19' Queensy Menig 75' Lucas Andersen 77'                                                                                               |                       | '30 Tarik Tissoudali '54 Toine van Huizen | Basisopstelling Jong Ajax: Cillessen; Tete, Veltman, Denswil, Riedewald; Bazoer, Andersen, Duarte; Becker, Živković, Menig Reservebank Jong Ajax: Alblas, Van Bruggen, Owusu, Boccara, Bakker, Acolatse, Hendriks Toegepaste Wissels Jong Ajax: '46 Veltman Owusu '80 Duarte Bakker '84 Menig Acolatse                         |
| Bijzonderheden: - Leeroy Owusu, Danny Bakker en Queensy Menig maakten allen hun debuut in het betaald voetbal. - Queensy Menig scoorde zijn eerste doelpunt in het betaald voetbal.                                                                        | |                       | | |
| | |                       | | |
| Zaterdag 16 augustus 2014, 16:30 uur | Fortuna Sittard | 0 - 2 (0 - 1) Verslag | Jong Ajax | Aanvoerder Jong Ajax : Sheraldo Becker |
| Offermans Joosten stadion, Sittard-Geleen 3.661 toeschouwers Scheidsrechter: Ingmar Oostrom Eerste divisie Speelronde 2 | Lars Gulpen 33' Ramon Voorn 54' Roel Janssen 68' Jordy ter Borgh 69' Dion Watson 69'                                                                 |                       | '10 Sheraldo Becker '23 Lerin Duarte '26 Joël Veltman '30 Riechedly Bazoer '55 (p) Richairo Živković '71 Danny Bakker                                                  | Basisopstelling Jong Ajax: Alblas; Van Rhijn, Veltman, Denswil, Owusu; Bazoer, Bakker, Duarte; Becker, Živković, Menig Reservebank Jong Ajax: Mous, Van Bruggen, Gravenberch, Boccara, Acolatse, Hendriks Toegepaste Wissels Jong Ajax: '61 Van Rhijn Van Bruggen '70 Menig Acolatse '77 Veltman Gravenberch                   |
| Bijzonderheden: - Norbert Alblas en Damian van Bruggen maakten beiden hun debuut in het betaald voetbal. | |                       | | |
| | |                       | | |
| Vrijdag 22 augustus 2014, 20:00 uur | Jong Ajax | 0 - 5 (0 - 3)         | FC Volendam | Aanvoerder Jong Ajax : |
| Sportpark De Toekomst, Amsterdam 400 toeschouwers Scheidsrechter: Dha Otto Eerste divisie Speelronde 3 | Danny Bakker 8' Peter Leeuwenburgh 32' Richairo Živković 58'                                                                                         |                       | '30 Sofian Akouili '36 (p) Robert Mühren '38 Robert Mühren '45 Henny Schilder '56 Guyon Philips '85 Henk Veerman                                                       | Basisopstelling Jong Ajax: Leeuwenburgh; Owusu, Van Bruggen, Denswil, Riedewald; Boccara, Bakker, Duarte; Becker, Živković, Menig Reservebank Jong Ajax: Alblas, Gravenberch, Noordhoff, Murić, Acolatse, Hendriks Toegepaste Wissels Jong Ajax: '33 Bakker Alblas '59 Menig Murić '68 Riedewald Gravenberch                   |
| Bijzonderheden: - Robert Murić maakte zijn debuut in het betaald voetbal. | |                       | | |
| | |                       | | |
| Maandag 25 augustus 2014, 20:00 uur | Achilles '29 | 3 - 2 (1 - 0)         | Jong Ajax | Aanvoerder Jong Ajax : Sheraldo Becker, Stefano Denswil |
| Sportpark De Heikant, Groesbeek 2.170 toeschouwers Scheidsrechter: Allard Lindhout Eerste divisie Speelronde 4 | Stefan Maletić 17' Stefan Maletić 86' Thijs Hendriks 90' Thijs Hendriks 90+3' Thijs Hendriks 90+5'                                                   |                       | '53 Ricardo Kishna '66 Queensy Menig '82 Stefano Denswil | Basisopstelling Jong Ajax: Vermeer; Ligeon, Van der Hoorn, Denswil, Riedewald; Bazoer, Andersen, Serero; Becker, Milik, Kishna Reservebank Jong Ajax: Alblas, Owusu, Van Bruggen, Boccara, Bakker, Acolatse, Menig Toegepaste Wissels Jong Ajax: '62 Becker Menig '88 Kishna Van Bruggen                                       |
| Bijzonderheden: | |                       | | |
| | |                       | | |
| Vrijdag 29 augustus 2014, 20:00 uur | FC Den Bosch | 2 - 0 (1 - 0)         | Jong Ajax | Aanvoerder Jong Ajax : Peter Leeuwenburgh |
| Stadion De Vliert, 's-Hertogenbosch 3.028 toeschouwers Scheidsrechter: Christiaan Bax Eerste divisie Speelronde 5 | Benjamin van den Broek 22' Tim Hofstede 47' Erik Quekel 52'                                                                                          |                       | '64 Ilan Boccara | Basisopstelling Jong Ajax: Leeuwenburgh; Owusu, Van Bruggen, Riedewald, Van Koesveld; Boccara, Bazoer, Bakker; Murić, Menig, Acolatse Reservebank Jong Ajax: Alblas, Noordhoff, Vissie, Hendriks, Becker Toegepaste Wissels Jong Ajax: '46 Murić Becker '65 Acolatse Hendriks '79 Bazoer Noordhoff                             |
| Bijzonderheden: - Robert van Koesveld maakte zijn debuut in het betaald voetbal. | |                       | | |
| | |                       | | |
| Maandag 15 september 2014, 20:00 uur | Jong Ajax | 4 - 2 (1 - 0)         | Sparta Rotterdam | Aanvoerder Jong Ajax : Peter Leeuwenburgh |
| Sportpark De Toekomst, Amsterdam 200 toeschouwers Scheidsrechter: Patrick Gerritsen Eerste divisie Speelronde 6 | Danny Bakker 4' Kenny Tete 38' Elton Acolatse 57' Ilan Boccara 65' Sam Hendriks 83' Sheraldo Becker 88'                                              |                       | '64 Hüseyin Doğan '66 Johan Voskamp | Basisopstelling Jong Ajax: Leeuwenburgh; Owusu, Tete, Van Bruggen, Riedewald; Boccara, Menig, Bakker; Acolatse, Hendriks, Kishna Reservebank Jong Ajax: Mous, Noordhoff, Van Koesveld, Keskin, Becker Toegepaste Wissels Jong Ajax: '70 Acolatse Becker '78 Kishna Keskin                                                      |
| Bijzonderheden: - Danny Bakker en Elton Acolatse scoorden beiden hun eerste doelpunt in het betaald voetbal. | |                       | | |
| | |                       | | |
| Zaterdag 20 september 2014, 16:30 uur | Roda JC | 1 - 0 (0 - 0) Verslag | Jong Ajax | Aanvoerder Jong Ajax : Sheraldo Becker |
| Parkstad Limburg Stadion, Kerkrade 10.963 toeschouwers Scheidsrechter: Siemen Mulder Eerste divisie Speelronde 7 | Hicham Faik 50' Nayib Lagouireh 80' |                       | '73 Tom Noordhoff | Basisopstelling Jong Ajax: Leeuwenburgh; Ligeon, Tete, Van Bruggen, Owusu; Noordhoff, Acolatse, Bakker; Živković, Menig, Becker Reservebank Jong Ajax: Alblas, Van Koesveld, Boccara, Bousbiba, Keskin, Hendriks Toegepaste Wissels Jong Ajax: '75 Becker Keskin '81 Acolatse Hendriks                                         |
| Bijzonderheden: | |                       | | |
| | |                       | | |
| Vrijdag 26 september 2014, 20:00 uur | FC Emmen | 2 - 2 (0 - 2)         | Jong Ajax | Aanvoerder Jong Ajax : Sheraldo Becker |
| De JENS Vesting, Emmen 3.580 toeschouwers Scheidsrechter: Edwin Boot Eerste divisie Speelronde 8 | Sander Rozema 31' Luís Pedro 49' Alexander Bannink ( pen. ) 83' Luís Pedro 90+2'                                                                     |                       | '33 Kenny Tete '35 Robert Murić | Basisopstelling Jong Ajax: Leeuwenburgh; Ligeon, Tete, Van Bruggen, Owusu; Acolatse, Noordhoff, Bakker; Murić, Živković, Becker Reservebank Jong Ajax: Alblas, Van Koesveld, Boccara, El Hasnaoui, Hendriks Toegepaste Wissels Jong Ajax: '53 Murić El Hasnaoui '58 Acolatse Hendriks '83 Živković Boccara                     |
| Bijzonderheden: - Kenny Tete en Robert Murić scoorden beiden hun eerste doelpunt in het betaald voetbal. | |                       | | |
| | |                       | | |
| Vrijdag 3 oktober 2014, 20:00 uur | Jong Ajax | 5 - 1 (1 - 1)         | Jong FC Twente | Aanvoerder Jong Ajax : Stefano Denswil |
| Sportpark De Toekomst, Amsterdam 430 toeschouwers Scheidsrechter: Karel van den Heuvel Eerste divisie Speelronde 9 | Richairo Živković 15' Stefano Denswil 18' Elton Acolatse 63' Elton Acolatse 71' Queensy Menig 75' Richairo Živković ( pen. ) 81'                     |                       | '32 Jari Oosterwijk '80 Jelle van der Heyden | Basisopstelling Jong Ajax: Leeuwenburgh; Owusu, Van der Hoorn, Denswil, Van Koesveld; Bazoer, Duarte, Bakker; Acolatse, Živković, Menig Reservebank Jong Ajax: Alblas, Van Bruggen, Noordhoff, Vissie, El Hasnaoui, Becker, Hendriks Toegepaste Wissels Jong Ajax: '46 Bazoer Noordhoff '78 Bakker El Hasnaoui                 |
| Bijzonderheden: | |                       | | |
| | |                       | | |
| Vrijdag 17 oktober 2014, 20:00 uur | Helmond Sport | 2 - 2 (0 - 1)         | Jong Ajax | Aanvoerder Jong Ajax : Sheraldo Becker |
| Lavans Stadion, Helmond 2.800 toeschouwers Scheidsrechter: Rpb Dieperink Eerste divisie Speelronde 10 | Stanley Elbers ( pen. ) 59' Marc Koot 68' Oumar Diouck 83' Roel van de Sande 86' Jack Tuyp 88'                                                       |                       | '24 Sheraldo Becker '59 Peter Leeuwenburgh '66 Richairo Živković '87 Riechedly Bazoer '88 Ruben Ligeon                                                                 | Basisopstelling Jong Ajax: Leeuwenburgh; Ligeon, Van der Hoorn, Tete, Owusu; Bazoer, Duarte, Bakker; Acolatse, Živković, Becker Reservebank Jong Ajax: Alblas, Van Bruggen, Van Koesveld, Noordhoff, El Hasnaoui, Hendriks Toegepaste Wissels Jong Ajax: '83 Bakker El Hasnaoui                                                |
| Bijzonderheden: | |                       | | |
| | |                       | | |
| Vrijdag 24 oktober 2014, 20:00 uur | Jong Ajax | 1 - 1 (1 - 0)         | Jong PSV | Aanvoerder Jong Ajax : Sheraldo Becker |
| Sportpark De Toekomst, Amsterdam 759 toeschouwers Scheidsrechter: Erwin Blank Eerste divisie Speelronde 11 | Richairo Živković 12' Abdel Malek El Hasnaoui 90' |                       | '57 Andrija Luković '69 Mohammed Rayhi '84 Steven Bergwijn | Basisopstelling Jong Ajax: Alblas; Ligeon, Van der Hoorn, Tete, Owusu; Bazoer, Bakker, El Hasnaoui; Acolatse, Živković, Becker Reservebank Jong Ajax: Mous, Van Bruggen, Van Koesveld, Noordhoff, Boccara, Vissie, Hendriks Toegepaste Wissels Jong Ajax: '79 Van der Hoorn Van Bruggen                                        |
| Bijzonderheden: | |                       | | |
| | |                       | | |
| Vrijdag 31 oktober 2014, 20:00 uur | FC Eindhoven | 2 - 1 (1 - 1)         | Jong Ajax | Aanvoerder Jong Ajax : Kenny Tete |
| Jan Louwers Stadion, Eindhoven 3.615 toeschouwers Scheidsrechter: Christiaan Bax Eerste divisie Speelronde 12 | Anthony van den Hurk 6' Joey Sleegers 63' Timothy Durwael 65' Jason Bourdouxhe 90+1'                                                                 |                       | '22 Richairo Živković | Basisopstelling Jong Ajax: Alblas; Ligeon, Van der Hoorn, Tete, Owusu; Bazoer, Menig, El Hasnaoui; Acolatse, Živković, Murić Reservebank Jong Ajax: Mous, Van Bruggen, Van Koesveld, Noordhoff, Vissie, Bakker, Hendriks Toegepaste Wissels Jong Ajax: '69 Bazoer Bakker '82 Murić Hendriks                                    |
| Bijzonderheden: | |                       | | |
| | |                       | | |
| Vrijdag 7 november 2014, 20:00 uur | FC Oss | 1 - 4 (0 - 2)         | Jong Ajax | Aanvoerder Jong Ajax : |
| Frans Heesen Stadion, Oss - toeschouwers Scheidsrechter: Richardo Martens Eerste divisie Speelronde 13 | Rick Stuy van den Herik 56' Jonathan Opoku 63' Istvan Bakx 67'                                                                                       |                       | '2 Richairo Živković '14 Richairo Živković '57 Stefano Denswil '68 Richairo Živković                                                                                   | Basisopstelling Jong Ajax: Alblas; Ligeon, Tete, Denswil, Owusu; Bakker, Noordhoff, Bazoer; Acolatse, Živković, Kishna Reservebank Jong Ajax: Van Bladeren, Van Bruggen, Van Koesveld, Boccara, El Hasnaoui, Hendriks Toegepaste Wissels Jong Ajax: '46 Owusu Van Koesveld '77 Kishna Hendriks '85 Bakker El Hasnaoui          |
| Bijzonderheden: | |                       | | |
| | |                       | | |
| Maandag 24 november 2014, 20:00 uur | Jong Ajax | 1 - 1 (0 - 0)         | N.E.C. | Aanvoerder Jong Ajax : Sheraldo Becker |
| Sportpark De Toekomst, Amsterdam 909 toeschouwers Scheidsrechter: Rob Dieperink Eerste divisie Speelronde 14 | Queensy Menig 65' Riechedly Bazoer 71' Robert van Koesveld 74' Richairo Živković 82' Sheraldo Becker 86'                                             |                       | '81 Christian Santos '87 Giovanni Gravenbeek '90+4 Rens van Eijden | Basisopstelling Jong Ajax: Alblas; Ligeon, Tete, Van Bruggen, Van Koesveld; Bazoer, Noordhoff, Duarte; Menig, Živković, Becker Reservebank Jong Ajax: Van Bladeren, Boccara, Bakker, Vissie, Warmerdam, Acolatse, Hendriks Toegepaste Wissels Jong Ajax: '68 Menig Acolatse '81 Van Koesveld Warmerdam                         |
| Bijzonderheden: - Riechedly Bazoer scoorde zijn eerste doelpunt in het betaald voetbal. - Django Warmerdam maakte zijn debuut in het betaald voetbal. | |                       | | |
| | |                       | | |
| Vrijdag 28 november 2014, 20:00 uur | Almere City FC | 1 - 1 (1 - 1)         | Jong Ajax | Aanvoerder Jong Ajax : Sheraldo Becker |
| Almere City Stadion, Almere 2.500 toeschouwers Scheidsrechter: Siemen Mulder Eerste divisie Speelronde 15 | Jergé Hoefdraad 11' Norair Aslanyan-Mamedov 54' |                       | '35 Queensy Menig '54 Riechedly Bazoer '68 Kenny Tete | Basisopstelling Jong Ajax: Alblas; Ligeon, Tete, Van Bruggen, Van Koesveld; Bazoer, Bakker, Duarte; Menig, Živković, Becker Reservebank Jong Ajax: Groothuizen, Noordhoff, Boccara, Vissie, Warmerdam, Acolatse, Hendriks Toegepaste Wissels Jong Ajax: '61 Živković Hendriks '84 Menig Acolatse                               |
| Bijzonderheden: | |                       | | |
| | |                       | | |
| Maandag 1 december 2014, 20:00 uur | Jong Ajax | 4 - 0 (1 - 0)         | VVV-Venlo | Aanvoerder Jong Ajax : |
| Sportpark De Toekomst, Amsterdam - toeschouwers Scheidsrechter: Merlijn Gerritsen Eerste divisie Speelronde 16 | Richairo Živković (pen.) 27' Niki Zimling 58' Queensy Menig 74' Richairo Živković 84'                                                                |                       | '63 Robin Buwalda | Basisopstelling Jong Ajax: Boer; Ligeon, Van der Hoorn, Denswil, Tete; Riedewald, Bazoer, Zimling; Menig, Živković, Becker Reservebank Jong Ajax: Alblas, Van Bruggen, Van Koesveld, Bakker, Acolatse, Hendriks Toegepaste Wissels Jong Ajax: '73 Becker Acolatse '86 Zimling Bakker                                           |
| Bijzonderheden: | |                       | | |
| | |                       | | |
| Maandag 8 december 2014, 20:00 uur | Jong Ajax | 3 - 2 (1 - 0)         | RKC Waalwijk | Aanvoerder Jong Ajax : |
| Sportpark De Toekomst, Amsterdam 265 toeschouwers Scheidsrechter: Ton Koekoek Eerste divisie Speelronde 17 | Richairo Živković 42' Sheraldo Becker 47' Django Warmerdam 56' Richairo Živković 76'                                                                 |                       | '82 Collin Seedorf '90+5 Maxim Deckers | Basisopstelling Jong Ajax: Alblas; Ligeon, Tete, Van Bruggen, Van Koesveld; Bakker, Noordhoff, Warmerdam; Becker, Živković, Hendriks Reservebank Jong Ajax: Groothuizen, Boccara, Vissie, Acolatse Toegepaste Wissels Jong Ajax: '71 Hendriks Acolatse '88 Alblas Groothuizen                                                  |
| Bijzonderheden: - Norbert Alblas moest na 88 minuten het veld noodgedwongen verlaten met een blessure. - Indy Groothuizen maakte zijn debuut in het betaald voetbal.                                                                                       | |                       | | |
| | |                       | | |
| Vrijdag 12 december 2014, 20:00 uur | MVV Maastricht | 2 - 2 (1 - 1)         | Jong Ajax | Aanvoerder Jong Ajax : Sheraldo Becker |
| Geusselt, Maastricht 3.595 toeschouwers Scheidsrechter: Roel Bensch Eerste divisie Speelronde 18 | Sven Braken 42' Kjell Knops 44' Davy Brouwers 59' |                       | '6 Damian van Bruggen '32 Kenny Tete '45+2 Ruben Ligeon '72 Kenny Tete                                                                                                 | Basisopstelling Jong Ajax: Groothuizen; Ligeon, Tete, Van Bruggen, Van Koesveld; Bakker, Noordhoff, Warmerdam; Menig, Hendriks, Murić Reservebank Jong Ajax: Van Bladeren, Vissie, Acolatse, Becker Toegepaste Wissels Jong Ajax: '46 Bakker Vissie '46 Murić Becker '81 Menig Acolatse                                        |
| Bijzonderheden: - Damian van Bruggen scoorde zijn eerste doelpunt in het betaald voetbal. - Milan Vissie maakte zijn debuut in het betaald voetbal. | |                       | | |
| | |                       | | |
| Zaterdag 20 december 2014, 16:30 uur | Jong Ajax | 3 - 1 (2 - 0)         | De Graafschap | Aanvoerder Jong Ajax : Sheraldo Becker |
| Sportpark De Toekomst, Amsterdam 573 toeschouwers Scheidsrechter: Edwin Boot Eerste divisie Speelronde 19 | Sam Hendriks 12' Queensy Menig 37' Queensy Menig 54' Indy Groothuizen 76'                                                                            |                       | '60 Ted van de Pavert '77 (pen.) Jerry van Ewijk '80 Ted van de Pavert                                                                                                 | Basisopstelling Jong Ajax: Groothuizen; Noordhoff, Tete, Van Bruggen, Van Koesveld; Bakker, Bazoer, Menig; Becker, Hendriks, Murić Reservebank Jong Ajax: Van Bladeren, Mirani, Vissie, Acolatse Toegepaste Wissels Jong Ajax: '78 Murić Acolatse '88 Noordhoff Mirani                                                         |
| Bijzonderheden: | |                       | | |
| | |                       | | |
| Vrijdag 16 januari 2015, 20:00 uur | Telstar | 1 - 1 (0 - 0)         | Jong Ajax | Aanvoerder Jong Ajax : Damian van Bruggen |
| Tata Steel Stadion, Velsen-Ijmuiden 2.763 toeschouwers Scheidsrechter: Siemen Mulder Eerste divisie Speelronde 20 | Anmar Al Mubaraki 76' |                       | '60 Elton Acolatse | Basisopstelling Jong Ajax: Mous; Ligeon, Van Bruggen, Van Koesveld, Warmerdam; Duarta, Menig, Bakker; Murić, Živković, Acolatse Reservebank Jong Ajax: Grim, Mirani, Vissie, Dankerlui, Hendriks Toegepaste Wissels Jong Ajax: '71 Murić Hendriks '85 Acolatse Vissie                                                          |
| Bijzonderheden: | |                       | | |
| | |                       | | |
| Zondag 25 januari 2015, 12:30 uur | Sparta Rotterdam | 6 - 0 (4 - 0)         | Jong Ajax | Aanvoerder Jong Ajax : Damian van Bruggen |
| Spartastadion Het Kasteel, Rotterdam 5.499 toeschouwers Scheidsrechter: - Eerste divisie Speelronde 21 | Thomas Verhaar 30' Kenny Teijsse 36' Paul Gladon 44' Hüseyin Doğan 45+2' Yalany Baio 77' Denis Mahmudov 81'                                          |                       | '29 Xavier Mous '62 Donny van de Beek | Basisopstelling Jong Ajax: Mous; Ligeon, Van Bruggen, Van Koesveld, Warmerdam; Vissie, Menig, Bakker; Murić, Živković, Acolatse Reservebank Jong Ajax: Groothuizen, Mirani, Sanniez, Boccara, Höner, Hendriks Toegepaste Wissels Jong Ajax: '29 Murić Groothuizen '57 Acolatse Sanniez '71 Živković Hendriks                   |
| Bijzonderheden: - Donny van de Beek en Terry Lartey Sanniez maakten beiden hun debuut in het betaald voetbal. | |                       | | |
| | |                       | | |
| Vrijdag 6 februari 2015, 20:00 uur | FC Volendam | 3 - 4 (3 - 3)         | Jong Ajax | Aanvoerder Jong Ajax : Damian van Bruggen |
| Krasstadion, Volendam 5.011 toeschouwers Scheidsrechter: Martin Perez Eerste divisie Speelronde 22 | Brandley Kuwas 41' Kevin Brands 44' Brandley Kuwas 45' Jermano Lo Fo Sang 74'                                                                        |                       | '9 Robert Murić '25 Robert Murić '45+1 (pen.) Richairo Živković '67 Django Warmerdam '87 Django Warmerdam                                                              | Basisopstelling Jong Ajax: Van Bladeren; Sanniez, Mirani, Van Bruggen, Owusu; Sporkslede, Bakker, Warmerdam; Murić, Živković, Hendriks Reservebank Jong Ajax: Grim, Dankerlui, Vissie, Acolatse, Höner Toegepaste Wissels Jong Ajax: '62 Owusu Dankerlui '73 Murić Acolatse                                                    |
| Bijzonderheden: - Stan van Bladeren maakte zijn debuut in het betaald voetbal. - In de eerste helft heeft de wedstrijd wegens een stroomstoring enige tijd stil gelegen. - Django Warmerdam scoorde zijn eerste officiële doelpunt in het betaald voetbal. | |                       | | |
| | |                       | | |
| Maandag 9 februari 2015, 20:00 uur | Jong Ajax | 2 - 1 (1 - 1)         | Achilles '29 | Aanvoerder Jong Ajax : Kenny Tete |
| Sportpark De Toekomst, Amsterdam 244 toeschouwers Scheidsrechter: Stijn Berben Eerste divisie Speelronde 23 | Richairo Živković 33' Richairo Živković 73' |                       | '8 Thijs Hendriks '65 Steven Edwards '79 Freek Thoone | Basisopstelling Jong Ajax: Onana; Owusu, Tete, Veltman, Warmerdam; Sporkslede, Zimling, Bakker; Murić, Živković, Menig Reservebank Jong Ajax: Mous, Sanniez, Van Bruggen, Vissie, Acolatse, Höner, Hendriks Toegepaste Wissels Jong Ajax: '55 Veltman Van Bruggen '63 Murić Acolatse '81 Živković Hendriks                     |
| Bijzonderheden: - Andrey Onana maakte zijn debuut in het betaald voetbal. | |                       | | |
| | |                       | | |
| Maandag 16 februari 2015, 20:00 uur | Jong Ajax | 3 - 3 (3 - 1)         | Roda JC | Aanvoerder Jong Ajax : Damian van Bruggen |
| Sportpark De Toekomst, Amsterdam 582 toeschouwers Scheidsrechter: Dha Otto Eerste divisie Speelronde 24 | Richairo Živković 7' Jaïro Riedewald 11' Richairo Živković 16' Damian van Bruggen 56' Danny Bakker 75'                                               |                       | '10 Bart Biemans '27 Hicham Faik '65 (pen.) Anco Jansen '90+1 Hicham Faik                                                                                              | Basisopstelling Jong Ajax: Onana; Sanniez, Van Bruggen, Riedewald, Owusu; Menig, Sporkslede, Warmerdam; Murić, Živković, Acolatse Reservebank Jong Ajax: Mous, Mirani, Vissie, Bakker, Dankerlui, Höner, Hendriks Toegepaste Wissels Jong Ajax: '67 Murić Hendriks '72 Menig Bakker '90+2 Owusu Dankerlui                      |
| Bijzonderheden: | |                       | | |
| | |                       | | |
| Vrijdag 20 februari 2015, 20:00 uur | RKC Waalwijk | 4 - 4 (2 - 4)         | Jong Ajax | Aanvoerder Jong Ajax : Damian van Bruggen |
| Mandemakers Stadion, Waalwijk 2.100 toeschouwers Scheidsrechter: Laurens Gerrets Eerste divisie Speelronde 25 | Malcolm Esajas 27' Peter Jungschläger 25' Collin Seedorf 38' Collin Seedorf 40' Simon van Zeelst 78' Peter Jungschläger 90+6' Simon van Zeelst 90+4' |                       | '10 Elton Acolatse '18 Sam Hendriks '23 Leeroy Owusu '23 Leeroy Owusu '32 Queensy Menig '42 Fabian Sporkslede '75 Andrey Onana '81 Django Warmerdam '90+6 Marvin Höner | Basisopstelling Jong Ajax: Onana; Owusu, Mirani, Van Bruggen, Warmerdam; Menig, Sporkslede, Bakker; Murić, Hendriks, Acolatse Reservebank Jong Ajax: Mous, Sanniez, Vissie, Höner Toegepaste Wissels Jong Ajax: '46 Murić Sanniez '61 Menig Höner '83 Acolatse Vissie                                                          |
| Bijzonderheden: - Leeroy Owusu scoorde zijn eerste officiële doelpunt in het betaald voetbal. | |                       | | |
| | |                       | | |
| Maandag 23 februari 2015, 20:00 uur | Jong Ajax | 0 - 0 (0 - 0)         | FC Den Bosch | Aanvoerder Jong Ajax : Damian van Bruggen |
| Amsterdam ArenA, Amsterdam 1.056 toeschouwers Scheidsrechter: Ingmar Oostrom Eerste divisie Speelronde 26 | |                       | '57 Justin Tahapary | Basisopstelling Jong Ajax: Boer; Owusu, Tete, Van Bruggen, Sanniez; Bakker, Riedewald, Warmerdam; Menig, Živković, Acolatse Reservebank Jong Ajax: Mous, Mirani, Noordhoff, Vissie, Hendriks, Höner Toegepaste Wissels Jong Ajax: '61 Menig Hendriks '89 Acolatse Höner                                                        |
| Bijzonderheden: - Deze wedstrijd zou oorspronkelijk op 31 januari gespeeld worden, maar werd afgelast door weersomstandigheden. | |                       | | |
| | |                       | | |
| Vrijdag 27 februari 2015, 20:00 uur | Jong Ajax | 1 - 3 (0 - 3)         | MVV Maastricht | Aanvoerder Jong Ajax : Damian van Bruggen |
| Sportpark De Toekomst, Amsterdam 383 toeschouwers Scheidsrechter: Rob Dieperink Eerste divisie Speelronde 27 | Milan Vissie 90' |                       | '5 Sven Braken '12 Jordy Croux '14 Niels Vorthoren | Basisopstelling Jong Ajax: Mous; Owusu, Tete, Van Bruggen, Sanniez; Warmerdam, Sporkslede, Menig; Murić, Hendriks, Acolatse Reservebank Jong Ajax: Van Bladeren, Mirani, Noordhoff, Vissie, Bakker, Höner Toegepaste Wissels Jong Ajax: '75 Sporkslede Noordhoff '75 Hendriks Vissie '75 Menig Höner                           |
| Bijzonderheden: - Milan Vissie scoorde zijn eerste officiële doelpunt in het betaald voetbal. | |                       | | |
| | |                       | | |
| Maandag 9 maart 2015, : uur | Jong Ajax | 3 - 1 (2 - 0)         | Almere City FC | Aanvoerder Jong Ajax : Damian van Bruggen |
| Sportpark De Toekomst, Amsterdam 596 toeschouwers Scheidsrechter: Christiaan Bax Eerste divisie Speelronde 28 | Robert Murić 7' Django Warmerdam 17' Terry Lartey Sanniez 20' Sam Hendriks (pen.) 76'                                                                |                       | '19 Sander Keller '42 Jason Oost '59 Mike Busse '77 Norair Aslanyan-Mamedov                                                                                            | Basisopstelling Jong Ajax: Onana; Owusu, Tete, Van Bruggen, Sanniez; Warmerdam, Riedewald, Bakker; Murić, Hendriks, Menig Reservebank Jong Ajax: Mous, Noordhoff, Sporkslede, Vissie, Van de Beek, Acolatse Toegepaste Wissels Jong Ajax: '73 Murić Acolatse '77 Bakker Van de Beek '87 Riedewald Sporkslede                   |
| Bijzonderheden: | |                       | | |
| | |                       | | |
| Vrijdag 13 maart 2015, 20:00 uur | VVV-Venlo | 1 - 0 (0 - 0)         | Jong Ajax | Aanvoerder Jong Ajax : Damian van Bruggen |
| Seacon Stadion - De Koel -, Stad 5.200 toeschouwers Scheidsrechter: Stijn Berben Eerste divisie Speelronde 29 | Danny Post 39' Melvin Platje 69' |                       | '84 Damian van Bruggen | Basisopstelling Jong Ajax: Onana; Owusu, Tete, Van Bruggen, Warmerdam; Sporkslede, Van de Beek, Bakker; Murić, Hendriks, Acolatse Reservebank Jong Ajax: Mous, Sanniez, Savastano, Noordhoff, Nouri, Černý Toegepaste Wissels Jong Ajax: '78 Murić Černý '78 Bakker Nouri '89 Owusu Sanniez                                    |
| Bijzonderheden: - Václav Černý en Abdelhak Nouri maakten beiden hun debuut in het betaald voetbal. | |                       | | |
| | |                       | | |
| Maandag 16 maart 2015, 20:00 uur | Jong Ajax | 3 - 0 (0 - 0)         | Fortuna Sittard | Aanvoerder Jong Ajax : Damian van Bruggen |
| Sportpark De Toekomst, Amsterdam 443 toeschouwers Scheidsrechter: Jeroen Sanders- Eerste divisie Speelronde 30 | Damian van Bruggen 47' Fabian Sporkslede 59' Queensy Menig 87'                                                                                       |                       | | Basisopstelling Jong Ajax: Onana; Sanniez, Tete, Van Bruggen, Owusu; Sporkslede, Bakker, Warmerdam; Acolatse, Sigþórsson, Menig Reservebank Jong Ajax: Mous, Savastano, Noordhoff, Mirani, Van de Beek, Hendriks, Černý Toegepaste Wissels Jong Ajax: '46 Sanniez Savastano '62 Sigþórsson Hendriks '65 Sporkslede Van de Beek |
| Bijzonderheden: - Mauro Savastano maakte zijn debuut in het betaald voetbal. | |                       | | |
| | |                       | | |
| Zaterdag 21 maart 2015, 19:45 uur | De Graafschap | 3 - 0 (1 - 0)         | Jong Ajax | Aanvoerder Jong Ajax : Damian van Bruggen |
| De Vijverberg, Doetinchem 7.565 toeschouwers Scheidsrechter: Ton Koekoek Eerste divisie Speelronde 31 | Robin Pröpper 4' Dean Koolhof 17' Vincent Vermeij 49' Edwin Linssen 4' Jerry van Ewijk (pen.) 79' Vincent Vermeij 89'                                |                       | '77 Fabian Sporkslede '90+2 Kenny Tete | Basisopstelling Jong Ajax: Onana; Owusu, Tete, Van Bruggen, Savastano; Sporkslede, Bakker, Warmerdam; Menig, Živković, Fischer Reservebank Jong Ajax: Mous, Noordhoff, Vissie, Acolatse, Hendriks Toegepaste Wissels Jong Ajax: '46 Fischer Acolatse '78 Živković Hendriks '84 Owusu Noordhoff                                 |
| Bijzonderheden: - Na ruim een jaar blessureleed maakte Viktor Fischer zijn rentree. | |                       | | |
| | |                       | | |
| Vrijdag 3 april 2015, 20:00 uur | Jong Ajax | 1 - 2 (0 - 0)         | FC Eindhoven | Aanvoerder Jong Ajax : Damian van Bruggen |
| Amsterdam ArenA, Amsterdam 679 toeschouwers Scheidsrechter: Edwin van de Graaf Eerste divisie Speelronde 32 | Viktor Fischer 52' |                       | '48 Roald van Hout '55 Branco van den Boomen '86 Tom Boere | Basisopstelling Jong Ajax: Onana; Dankerlui, Sporkslede, Van Bruggen, Owusu; Bakker, Noordhoff, Warmerdam; Fischer, Hendriks, Menig Reservebank Jong Ajax: Mous, Sanniez, Vissie, Van de Beek, Acolatse, Höner Toegepaste Wissels Jong Ajax: '71 Hendriks Acolatse '77 Dankerlui Sanniez '80 Noordhoff Van de Beek             |
| Bijzonderheden: | |                       | | |
| | |                       | | |
| Maandag 6 april 2015, 20:00 uur | Jong PSV | 2 - 0 (2 - 0)         | Jong Ajax | Aanvoerder Jong Ajax : Damian van Bruggen |
| Philips Stadion, Eindhoven 300 toeschouwers Scheidsrechter: Ingmar Oostrom Eerste divisie Speelronde 33 | Marcel Ritzmaier 6' Suently Alberto 44' |                       | '80 Leeroy Owusu | Basisopstelling Jong Ajax: Onana; Owusu, Tete, Van Bruggen, Dankerlui; Bakker, Sporkeslede, Menig; Murić, Živković, Fischer Reservebank Jong Ajax: Mous, Sanniez, Noordhoff, Warmerdam, Vissie, Acolatse, Hendriks Toegepaste Wissels Jong Ajax: '74 Bakker Warmerdam '79 Fischer Acolatse                                     |
| Bijzonderheden: | |                       | | |
| | |                       | | |
| Maandag 13 april 2015, 20:00 uur | Jong Ajax | 0 - 2 (0 - 1)         | FC Emmen | Aanvoerder Jong Ajax : Damian van Bruggen |
| Sportpark De Toekomst, Amsterdam 691 toeschouwers Scheidsrechter: Richard Martens Eerste divisie Speelronde 34 | Richairo Živković 39' |                       | '4 Alexander Bannink '73 Soufiane Laghmouchi | Basisopstelling Jong Ajax: Boer; Sanniez, Tete, Van Bruggen, Warmerdam; Bakker, Sporkeslede, Zimling; Fischer, Živković, Menig Reservebank Jong Ajax: Mous, Noordhoff, Vissie, Acolatse, Hendriks Toegepaste Wissels Jong Ajax: '71 Zimling Vissie '75 Živković Acolatse                                                       |
| Bijzonderheden: | |                       | | |
| | |                       | | |
| Maandag 20 april 2015, 20:00 uur | Jong FC Twente | 1 - 0 (0 - 0)         | Jong Ajax | Aanvoerder Jong Ajax : Damian van Bruggen |
| De Grolsch Veste, Enschede 269 toeschouwers Scheidsrechter: Erwin Blank Eerste divisie Speelronde 35 | Hidde ter Avest 62' Hidde ter Avest 70' |                       | | Basisopstelling Jong Ajax: Onana; Tete, Sporkslede, Van Bruggen, Owusu; Warmerdam, Noordhoff, Bakker; Acolatse, Živković, Menig Reservebank Jong Ajax: Mous, Sanniez, Dankerlui, Vissie, Hendriks Toegepaste Wissels Jong Ajax: '75 Sporkslede Sanniez '79 Živković Vissie                                                     |
| Bijzonderheden: | |                       | | |
| | |                       | | |
| Vrijdag 24 april 2015, 20:00 uur | Jong Ajax | 0 - 2 (0 - 2)         | Helmond Sport | Aanvoerder Jong Ajax : Damian van Bruggen |
| Sportpark De Toekomst, Amsterdam 255 toeschouwers Scheidsrechter: Ton Koekoek Eerste divisie Speelronde 36 | Django Warmerdam 40' |                       | '16 Stanley Elbers '29 Oumar Diouck | Basisopstelling Jong Ajax: Onana; Sanniez, Sporkslede, Van Bruggen, Owusu; Warmerdam, Noordhoff, Bakker; Acolatse, Hendriks, Menig Reservebank Jong Ajax: Mous, Mirani, Dankerlui, Vissie, Van de Beek, Nouri Toegepaste Wissels Jong Ajax: '46 Sporkslede Mirani '58 Menig Nouri '58 Sanniez Van de Beek                      |
| Bijzonderheden: | |                       | | |
| | |                       | | |
| Vrijdag 1 mei 2015, 20:00 uur | N.E.C. | 2 - 1 (2 - 0)         | Jong Ajax | Aanvoerder Jong Ajax : Damian van Bruggen |
| Goffertstadion, Nijmegen 11.504 toeschouwers Scheidsrechter: Siemen Mulder Eerste divisie Speelronde 37 | Christian Santos 16' Navarone Foor 34' |                       | '85 Tom Noordhoff '87 Damian van Bruggen | Basisopstelling Jong Ajax: Onana; Sanniez, Sporkslede, Van Bruggen, Owusu; Warmerdam, Noordhoff, Bakker; Acolatse, Živković, Menig Reservebank Jong Ajax: Mous, Dankerlui, Vissie, Hendriks Toegepaste Wissels Jong Ajax: '46 Menig Hendriks '75 Sanniez Dankerlui                                                             |
| Bijzonderheden: | |                       | | |
| | |                       | | |
| Vrijdag 8 mei 2015, 20:00 uur | Jong Ajax | 1 - 1 (0 - 1)         | FC Oss | Aanvoerder Jong Ajax : |
| Sportpark De Toekomst, Amsterdam 300 toeschouwers Scheidsrechter: Laurens Gerrets Eerste divisie Speelronde 38 | Queensy Menig 84' |                       | '31 Ryan Sanusi '67 Dennis Janssen '75 Jeffrey Ket | Basisopstelling Jong Ajax: Onana; Owusu, Vissie, Noordhoff, Warmerdam; Bakker, Clement, Hendriks; Murić, Acolatse, Menig Reservebank Jong Ajax: Mous, Bergsma, El Hasnaoui Toegepaste Wissels Jong Ajax: '73 Murić El Hasnaoui '88 Owusu Bergsma                                                                               |
| Bijzonderheden: | |                       | | |

## Statistieken Jong Ajax 2014/2015

### Tussenstand Jong Ajax in Eerste divisie 2014/2015
| Stand | Gespeeld | Gewonnen | Gelijk | Verloren | Punten | Doelpunten voor | Doelpunten tegen | Gele kaarten | Rode kaarten |
| ----- | -------- | -------- | ------ | -------- | ------ | --------------- | ---------------- | ------------ | ------------ |
| 12e   | 38       | 12       | 11     | 15       | 47     | 64              | 67               | 38           | 6            |

### Punten, stand en doelpunten per speelronde 2014/2015
| Speelronde                            | 1  | 2  | 3  | 4  | 5   | 6  | 7   | 8   | 9  | 10  | 11  | 12  | 13  | 14  | 15  | 16 | 17 | 18 | 19 | 20 | 21 | 22 | 23 | 24 | 25  | 26  | 27  | 28  | 29  | 30  | 31  | 32  | 33  | 34  | 35  | 36  | 37  | 38  | Totaal |
| ------------------------------------- | -- | -- | -- | -- | --- | -- | --- | --- | -- | --- | --- | --- | --- | --- | --- | -- | -- | -- | -- | -- | -- | -- | -- | -- | --- | --- | --- | --- | --- | --- | --- | --- | --- | --- | --- | --- | --- | --- | ------ |
| Aantal punten per speelronde          | 3  | 3  | 0  | 0  | 0   | 3  | 0   | 1   | 3  | 1   | 1   | 0   | 3   | 1   | 1   | 3  | 3  | 1  | 3  | 1  | 0  | 3  | 3  | 1  | 1   | 1   | 0   | 3   | 0   | 3   | 0   | 0   | 0   | 0   | 0   | 0   | 0   | 1   | 47     |
| Aantal punten na speelronde           | 3  | 6  | 6  | 6  | 6   | 9  | 9   | 10  | 13 | 14  | 15  | 15  | 18  | 19  | 20  | 23 | 26 | 27 | 30 | 31 | 31 | 34 | 37 | 38 | 39  | 40  | 40  | 43  | 43  | 46  | 46  | 46  | 46  | 46  | 46  | 46  | 46  | 47  | 47     |
| Stand na speelronde                   | 3e | 1e | 5e | 7e | 12e | 9e | 12e | 13e | 9e | 10e | 10e | 10e | 11e | 11e | 10e | 9e | 8e | 8e | 7e | 7e | 9e | 9e | 8e | 9e | 10e | 10e | 11e | 10e | 10e | 10e | 10e | 10e | 10e | 11e | 11e | 11e | 12e | 12e | 12e    |
| Aantal doelpunten per speelronde      | 3  | 2  | 0  | 2  | 0   | 4  | 0   | 2   | 5  | 2   | 1   | 1   | 4   | 1   | 1   | 4  | 3  | 2  | 3  | 1  | 0  | 4  | 2  | 3  | 4   | 0   | 1   | 3   | 0   | 3   | 0   | 1   | 0   | 0   | 0   | 0   | 1   | 1   | 64     |
| Aantal tegendoelpunten per speelronde | 0  | 0  | 5  | 3  | 2   | 2  | 1   | 2   | 1  | 2   | 1   | 2   | 1   | 1   | 1   | 0  | 2  | 2  | 1  | 1  | 6  | 3  | 1  | 3  | 4   | 0   | 3   | 1   | 1   | 0   | 3   | 2   | 2   | 2   | 1   | 2   | 2   | 1   | 67     |
| Aantal gele kaarten per speelronde    | 0  | 3  | 1  | 0  | 1   | 2  | 1   | 0   | 1  | 3   | 1   | 0   | 0   | 4   | 2   | 0  | 1  | 2  | 1  | 0  | 0  | 1  | 0  | 2  | 4   | 0   | 0   | 1   | 1   | 0   | 2   | 0   | 1   | 1   | 0   | 1   | 1   | 0   | 38     |
| Aantal rode kaarten per speelronde    | 0  | 1  | 2  | 1  | 0   | 0  | 0   | 0   | 0  | 0   | 0   | 0   | 0   | 0   | 0   | 0  | 0  | 0  | 0  | 0  | 1  | 0  | 0  | 0  | 1   | 0   | 0   | 0   | 0   | 0   | 0   | 0   | 0   | 0   | 0   | 0   | 0   | 0   | 6      |

### Statistieken seizoen 2014/2015
|                          | Vriendschappelijk | Eerste divisie | Totaal    |
| ------------------------ | ----------------- | -------------- | --------- |
| Wedstrijden              | 8 van 8           | 38 van 38      | 46 van 46 |
| Gewonnen                 | 4 van 8           | 12 van 38      | 16 van 46 |
| Gelijk                   | 2 van 8           | 11 van 38      | 14 van 46 |
| Verloren                 | 2 van 8           | 15 van 38      | 17 van 46 |
| Thuis                    | 4 van 4           | 19 van 19      | 23 van 23 |
| Uit                      | 4 van 4           | 19 van 19      | 23 van 23 |
| Gele kaarten             | -                 | 38             | 38        |
| Rode kaarten             | -                 | 6              | 6         |
| 2 × geel in 1 wedstrijd  | -                 | 0              | 0         |
| Aantal wissels toegepast | 46                | 89             | 135       |
| Doelpunten voor          | 20                | 64             | 84        |
| Doelpunten tegen         | 9                 | 67             | 75        |
| Doelsaldo                | +11               | −3             | +9        |
| De nul gehouden          | 3                 | 5              | 8         |
| Strafschoppen voor       | 2                 | 4              | 6         |
| Strafschoppen tegen      | 0                 | 5              | 5         |

### Topscorers 2014/2015
| Nr.                           | Naam                          | Goal |
| ----------------------------- | ----------------------------- | ---- |
| 1.                            | Gino van Kessel (*)           | 7    |
| 2.                            | Anwar El Ghazi                | 2    |
| 2.                            | Danny Bakker                  | 2    |
| 4.                            | Django Warmerdam              | 1    |
| 4.                            | Sam Hendriks                  | 1    |
| 4.                            | Robert van Koesveld           | 1    |
| 4.                            | Ilan Boccara                  | 1    |
| 4.                            | Elton Acolatse                | 1    |
| 4.                            | Jody Lukoki (*)               | 1    |
| 4.                            | Lerin Duarte                  | 1    |
| 4.                            | Sheraldo Becker               | 1    |
| Eigen doelpunten tegenstander | Eigen doelpunten tegenstander | 1    |
| Totaal                        | Totaal                        | 20   |

| Nr.                           | Naam                          | Goal |
| ----------------------------- | ----------------------------- | ---- |
| 1.                            | Richairo Živković             | 18   |
| 2.                            | Queensy Menig                 | 11   |
| 3.                            | Elton Acolatse                | 5    |
| 4.                            | Sheraldo Becker (*)           | 4    |
| 4.                            | Robert Murić                  | 4    |
| 6.                            | Sam Hendriks                  | 3    |
| 7.                            | Django Warmerdam              | 2    |
| 7.                            | Damian van Bruggen            | 2    |
| 9.                            | Lucas Andersen                | 1    |
| 9.                            | Ricardo Kishna                | 1    |
| 9.                            | Danny Bakker                  | 1    |
| 9.                            | Kenny Tete                    | 1    |
| 9.                            | Stefano Denswil (*)           | 1    |
| 9.                            | Riechedly Bazoer              | 1    |
| 9.                            | Niki Zimling                  | 1    |
| 9.                            | Kenny Tete                    | 1    |
| 9.                            | Jaïro Riedewald               | 1    |
| 9.                            | Leeroy Owusu                  | 1    |
| 9.                            | Milan Vissie                  | 1    |
| 9.                            | Fabian Sporkslede             | 1    |
| 9.                            | Viktor Fischer                | 1    |
| 9.                            | Tom Noordhoff                 | 1    |
| Eigen doelpunten tegenstander | Eigen doelpunten tegenstander | -    |
| Totaal                        | Totaal                        | 63   |

- (*) Speler is inmiddels vertrokken bij AFC Ajax.

## Prijzen en records 2014/2015
| Competitie                 | Status                         |
| -------------------------- | ------------------------------ |
| / Vriendschappelijk        | Volgende tegenstander: -       |
| Nederlandse Eerste Divisie | Volgende tegenstander: Telstar |

| Omschrijving                  | Competitie                 | Wedstrijd ( uitslag )                |
| ----------------------------- | -------------------------- | ------------------------------------ |
| Grootste Overwinning          | / Vriendschappelijk        | Wilhelmina '08 - Jong Ajax ( 0 - 9 ) |
| Grootste Overwinning          | Nederlandse Eerste divisie | Jong Ajax - Jong FC Twente ( 5 - 1 ) |
| Grootste Nederlaag            | / Vriendschappelijk        | Jong Ajax - Al Shabab ( 1 - 3 )      |
| Grootste Nederlaag            | Nederlandse Eerste divisie | Jong Ajax - FC Volendam ( 0 - 5 )    |
| Meest Doelpuntrijke Wedstrijd | / Vriendschappelijk        | Wilhelmina '08 - Jong Ajax ( 0 - 9 ) |
| Meest Doelpuntrijke Wedstrijd | Nederlandse Eerste divisie | Jong Ajax - Jong FC Twente ( 5 - 1 ) |

2013/14 · 2014/15 · 2015/16 · 2016/17· 2017—2024 · 2024/25
Achilles '29 ·
Jong Ajax ·
Almere City FC ·
FC Den Bosch ·
FC Eindhoven ·
FC Emmen ·
Fortuna Sittard ·
De Graafschap ·
Helmond Sport ·
MVV Maastricht ·
N.E.C. ·
FC Oss ·
Jong PSV ·
RKC Waalwijk ·
Roda JC Kerkrade ·
Sparta Rotterdam ·
Telstar ·
Jong FC Twente ·
VVV-Venlo ·
FC Volendam